# Hihi

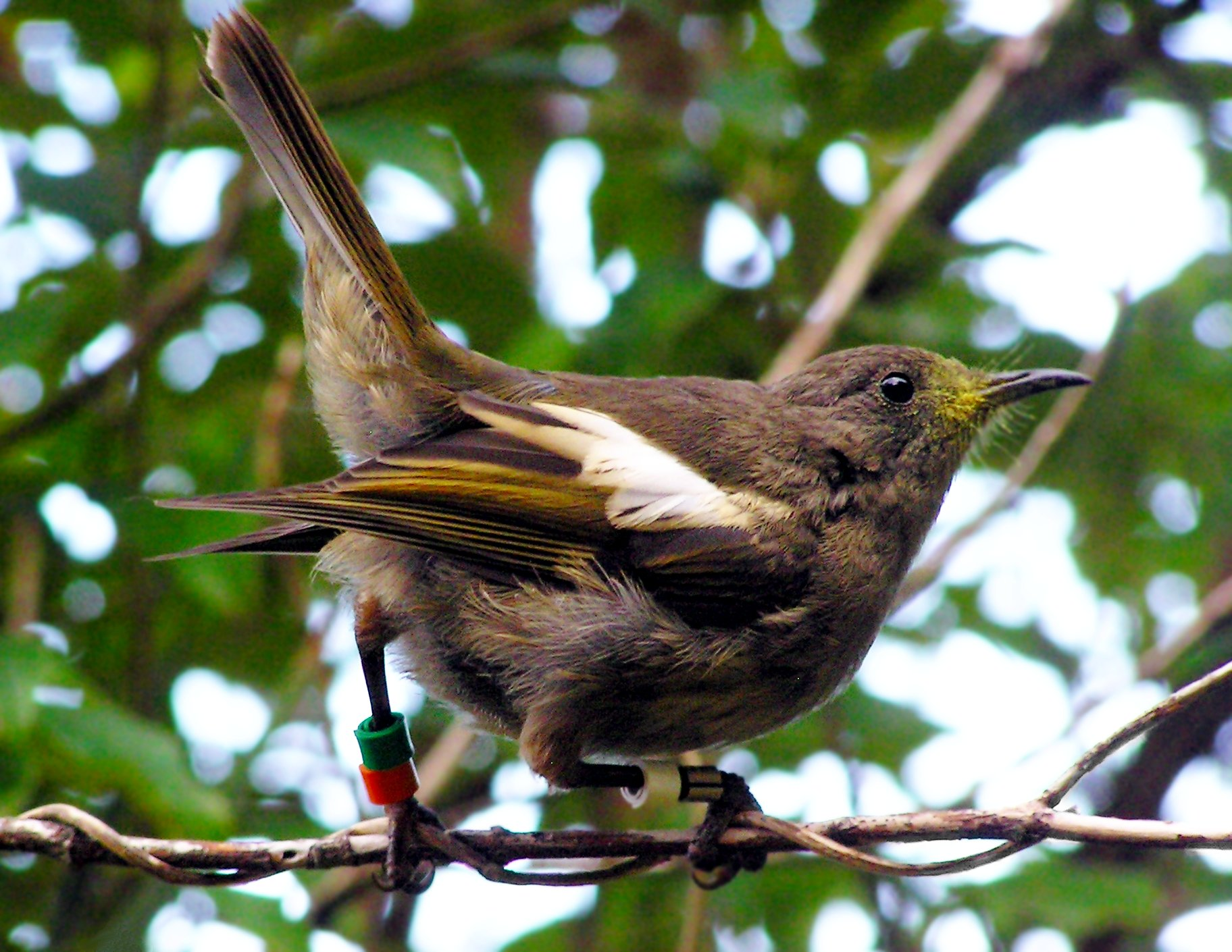
Femella en postura típica

El hihi (Notiomystis cincta) és un estrany ocell endèmic de Nova Zelanda, a l'illa del Nord i algunes petites illes properes. Es va extingir en tota la seva àrea de distribució excepte l'illa Little Barrier, però des d'allà s'ha reintroduït a altres petites illes i en dues indrets de l'Illa del Nord. En moltes llengües és conegut pel seu nom maori de "Hihi". Les seves relacions taxonòmiques han confós durant molt de temps als ornitòlegs. Única espècie del gènere Notiomystis Richmond, 1908, actualment s'ha creat per aquesta espècie una família monotípica, els notiomístids (Notiomystidae Driskell et al., 2007), dins l'ordre dels passeriformes.

## Morfologia
- És un petit ocell semblant als melifàgids (Meliphagidae). Els mascles tenen la part superior del cap molt fosca, i uns flocs auriculars blancs. Una banda groga creua el pit, separant el negre cap de les parts inferiors, de color gris.
- Les femelles i els joves són més modests que els mascles, sense banda pectoral ni tons negres al cap.
- El bec és fi i una mica corbat, amb una llarga llengua que acaba en una espècie de raspall especialitzat a replegar el nèctar. Són molt actius i emeten vocalitzacions amb freqüència.

## Alimentació
S'ha suggerit que competeixen amb el tui (Prosthemadera novaessenlandiae) i Anthornis melanura i que quan aquestes espècies estan presents, el hihi menja aliments de pitjor qualitat. Aquesta espècie rarament baixa al sòl ni visita les flors dels grans arbres (potser per la competència amb les altres aus, més grans i agressives).
S'alimenta principalment de nèctar, freqüentant al voltant de vint espècies de flors natives, trenta de fruits i moltes espècies de plantes introduïdes. Complementa la seva dieta amb insectes.

## Reproducció
Niden en forats als arbres vells i són l'únic ocell que s'aparella cara a cara a més de la manera habitual a les aus. (Anderson, 1993).

## Hàbitat i distribució
Aquest ocell era relativament comú a principis de la colonització europea de Nova Zelanda i va començar el seu declivi poc després, arribant a l'extinció en l'Illa del Nord i moltes de les illes properes en 1885. L'últim albirament en l'Illa Nord tingué lloc en el districte de Tararua en la dècada de 1880. No es coneix la causa exacta del declivi, però es creu que va ser per la pressió de les espècies introduïdes, especialment rates negres, i també malalties aviars introduïdes. Només va sobreviure una petita població a Little Barrier. A partir de la dècada de 1980 el Servei de la Vida Silvestre de Nova Zelanda va traslladar alguns individus de Hauturu cap a altres santuaris de l'illa per a formar poblacions separades. Amb aquests refugis es va formar una xarxa de santuaris a les illes petites en que pogueren progressar espècies que havien sigut extintes per les espècies invasores, incloent el Kakapú i el Takahe.
S'estima que la població mundial del hihi és d'uns 500 o 1000 adults que sobreviuen en Hauturu (Illa de Little Barrier), Kapiti, Tiritiri Matangi, Mokoia al Llac Rotorua, la Reserva de Karori i el districte de Waitakere.

## Taxonomia
En principi aquesta espècie va ser descrita com un membre de la família dels melifàgids (Meliphagidae), i en ella se l'ha tingut fins fa poc. Anàlisis genètiques demostren que la relació entre els dos grups no és estreta i que el grup més proper són els cal·leids (Callaeidae), així, en 2007 es va crear la família dels notiomístids (Notiomystidae) per donar cabuda a aquesta espècie.